# Włodzimierz Czarzasty

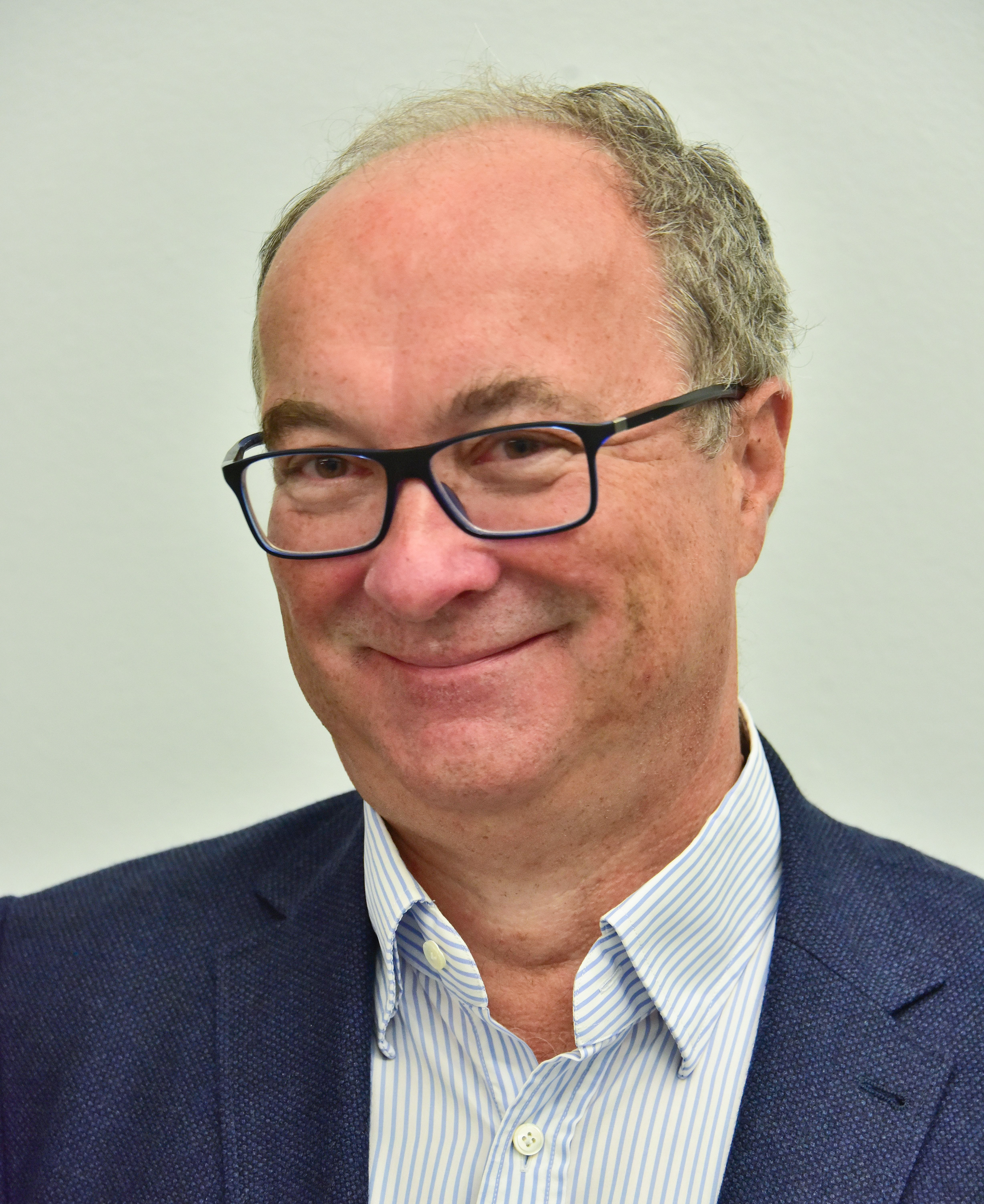
Włodzimierz Czarzasty

Włodzimierz Czarzasty (* 3. Mai 1960 in Warschau) ist ein polnischer Politiker und Medienunternehmer. Er ist ehemaliges Mitglied des nationalen Rundfunkrates sowie seit 2016 (Co-)Vorsitzender des Sojusz Lewicy Demokratycznej bzw. ab 2021 der Nowa Lewica. Er ist langjähriger Vizepräsident des Sejm und soll gemäß einer Koalitionsabsprache Szymon Hołownia zur Halbzeit der Sitzungsperiode im Amt nachfolgen.

## Leben
Włodzimierz Czarzasty studierte internationale Beziehungen an der Fakultät für Journalismus und Politikwissenschaft der Universität Warschau. In den 80er-Jahren wirkte er als stellvertretender Vorsitzender des regimenahen Studentenverbandes. In den Jahren von 1983 bis 1990 gehörte Czarzasty der kommunistischen Staatspartei PZPR an. Nach dem politischen Umschwung war er im SLD und kandidierte bei der Parlamentswahl im Jahre 1997 ohne Erfolg.
Beruflich war er im Print- und Medienbereich als Mitglied von Unternehmensführungen tätig. Von 1988 bis 1990 war Czarzasty Direktor der Kulturagentur Alma-Art. 1990–1999 war er zusammen mit seiner Frau Mitinhaber sowie  Vorstandschef des in Polen bedeutenden Verlags Muza, der zur Zeit des Systemumbruchs mithilfe einer Kapitalgesellschaft aus dem Umfeld der ehemaligen PZPR gegründet wurde. Bis 2006 verkaufte er den Großteil seiner Aktien, behielt aber einigen Streubesitz. Seine Frau blieb im Vorstand und war zeitweise Vorsitzende. Des Weiteren gehörte Czarzasty dem Aufsichtsrat der Produktionsfirma Euromedia an. 
Er saß im Aufsichtsrat der öffentlich-rechtlichen Hörfunkanstalt Polskie Radio, bis er im Jahre 1998 vom Schatzminister Emil Wąsacz abberufen wurde. Diese Entscheidung wurde 2002 vom Bezirksgericht in Warschau für unrechtmäßig erklärt. Im Mai 1999 entsandte der damalige Präsident Aleksander Kwaśniewski ihn in den nationalen Rundfunkrat und dort führte er vom März 2000 bis zum August 2004 die Position des Sekretärs aus. Im Januar 2005 trat er ein paar Monate vor dem Ende seiner sechsjährigen Amtszeit zurück. Sein Name tauchte in der sogenannten Rywin-Affäre auf. Ihm wurde ein wichtiger Einfluss auf die öffentlichen Medien und Privatisierungskonzepte nachgewiesen. 
In den Jahren von 2006 bis 2011 war Włodzimierz Czarzasty Miteigentümer des Verlags Wilga.
Im Jahr 2012 nahm er an den parteiinternen Wahlen zum Vorsitzenden der SLD für die Woiwodschaft Masowien teil und gewann diese gegen seine Konkurrentin Katarzyna Piekarska mit 111 zu 106 erhaltenen Stimmen. Bei der Parlamentswahl im Jahre 2015 kandidierte Czarzasty als Führer der Wahlliste in Płock für die Zjednoczona Lewica, ein von der SLD angeführtes Wahlbündnis. Da die seit 2005 im Abwärtstrend befindliche Partei trotz Bündnis erstmals knapp an der 8-Prozent-Hürde scheiterte, erlangte er auch dieses Mal kein Mandat. Danach trat er in den Wahlen zum Parteivorsitz an und belegte im ersten Wahlgang den ersten Platz. Im zweiten Wahlgang, wo die Delegierten auf einem Parteikongress wählten, erhielt Czarzasty 428 Stimmen und gewann gegen Jerzy Wenderlich, welcher nur 305 Stimmen bekam.
Czarzasty ist Vogelschützer im polnischen Verband und Hobby-Ornithologe sowie Herausgeber von diesbezüglicher Literatur. Er hat Flugangst. Politische Gegenspieler vergleicht er mitunter mit verschiedenen Vögeln. Czarzastys Privatbibliothek umfasst 15.000 Bände.